# 売れっ子への道 渋滞中
「売れっ子への道 渋滞中」（うれっこへのみち じゅうたいちゅう）は、シャ乱Q2枚目のアルバム。

## 解説
ジャケット写真はタイトル通りメンバー全員が売れっ子を目指している感がありつつも今回は商店街にて撮影された。本作は初めてメンバーだけでアルバム全曲の編曲を手掛けている。

## 収録曲
全編曲:シャ乱Q
1. 友達はいますか
作詞:つんく
作曲:つんく・しゅう
3rdシングル
2. とってもメリーゴーランド
作詞・作曲:つんく
2ndシングル
3. Hey! Mr.おぼっちゃん
作詞:まこと・つんく
作曲:つんく
4. 最後のデートは「ま・た・ね」でお別れ
作詞:つんく
作曲:はたけ
5. 突然なんですが
作詞:つんく
作曲:はたけ
6. パララ
作詞:つんく
作曲:つんく・はたけ
7. 今宵はありがとう
作詞・作曲:つんく